# Maine Wing Civil Air Patrol
A Maine Wing Civil Air Patrol (MEWG) é uma das 52 "alas" (50 estados, Porto Rico e Washington, D.C.) da "Civil Air Patrol" (a força auxiliar oficial da Força Aérea dos Estados Unidos) no Estado do Maine. A sede da Maine Wing está localizada na cidade de Augusta. A Maine Wing consiste em mais de 700 cadetes e membros adultos distribuídos em 17 locais espalhados por todo o Estado.
A ala de Connecticut é membro da Região Nordeste da CAP juntamente com as alas dos seguintes Estados: Connecticut, Massachusetts, New Hampshire, New Jersey, New York, Pennsylvania, Rhode Island e Vermont.

## Missão
A Civil Air Patrol tem três missões: fornecer serviços de emergência; oferecer programas de cadetes para jovens; e fornecer educação aeroespacial para membros da CAP e para o público em geral.

## Serviços de emergência
A CAP fornece ativamente serviços de emergência, incluindo operações de busca e salvamento e gestão de emergência, bem como auxilia na prestação de ajuda humanitária.
A CAP também fornece apoio à Força Aérea por meio da realização de transporte leve, suporte de comunicações e levantamentos de rotas de baixa altitude. A Civil Air Patrol também pode oferecer apoio a missões de combate às drogas.
A Maine Wing tem uma equipe de gerenciamento de estresse de incidente crítico usada para avaliar membros e não membros quanto a sinais de trauma ou estresse ao responder a uma emergência.

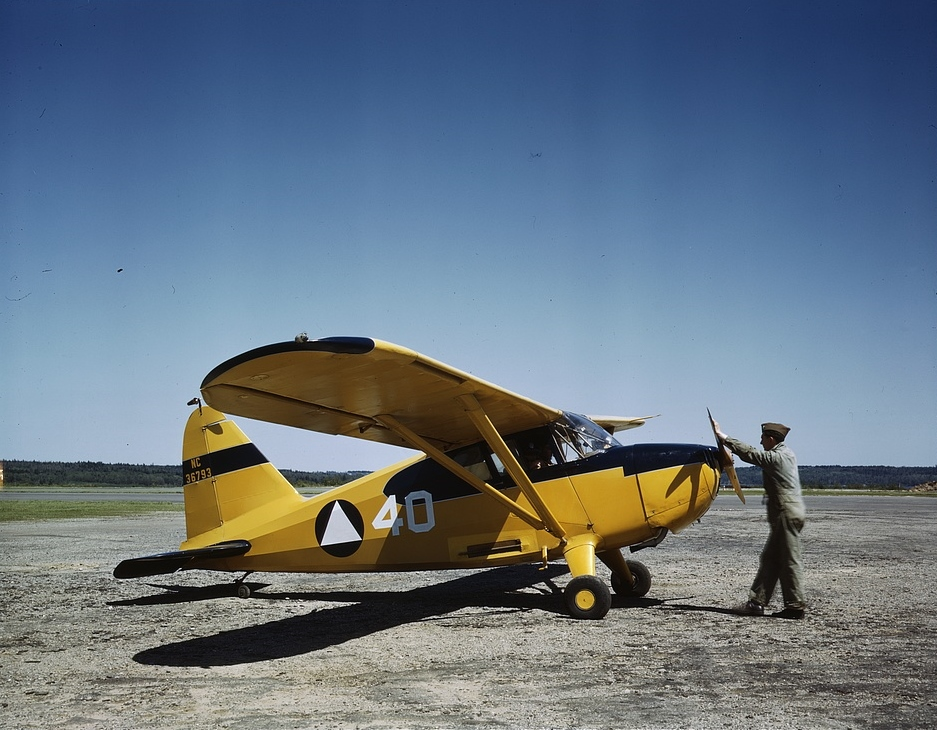
Equipe de solo efetua uma revisão de rotina em um avião de patrulha (um Stinson HW-75) com a pintura e roundel originais da CAP, na base da Patrulha Costeira #20 em Bar Harbor.

## Programas de cadetes
A CAP oferece programas de cadetes para jovens de 12 a 21 anos, que incluem educação aeroespacial, treinamento de liderança, preparo físico e liderança moral para cadetes.
A Maine Wing oferece um acampamento anual onde cadetes recebem treinamento adicional.

## Educação Aeroespacial
A CAP oferece educação aeroespacial para membros do CAP e para o público em geral. Cumprir o componente de educação da missão geral da CAP inclui treinar seus membros, oferecer workshops para jovens em todo o país por meio de escolas e fornecer educação por meio de eventos públicos de aviação.

## Organização

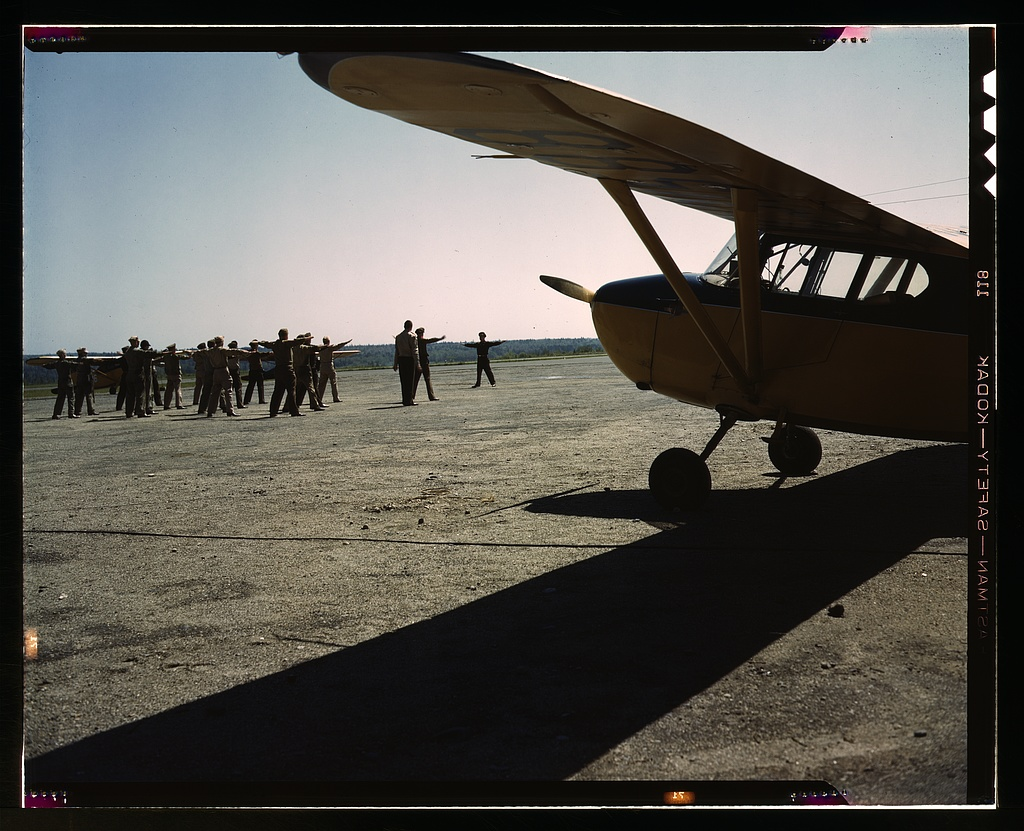
Membros da Civil Air Patrol fazem exercícios perto de um avião da CAP em Bar Harbor, Maine, em 1943.

| Designação | Nome do Esquadrão                | Localização |
| ---------- | -------------------------------- | ----------- |
| ME033      | 33rd Composite Squadron          | Caribou     |
| ME035      | 35th Composite Squadron          | Bangor      |
| ME036      | 36th Composite Squadron          | Augusta     |
| ME038      | 38th Composite Squadron          | Bar Harbor  |
| ME056      | 56th Composite Squadron          | Waterville  |
| ME058      | 58th Composite Squadron          | Portland    |
| ME075      | 75th Composite Squadron          | Machias     |
| ME077      | 77th Composite Squadron          | Lewiston    |
| ME078      | 78th Composite Squadron          | Sanford     |
| ME999      | Maine State Legislature Squadron | Augusta     |